# Дергачёв, Олег Константинович
Олег Константинович Дергачёв (2 июля 1960, Омская область) — советский биатлонист, чемпион (1982) и призёр чемпионатов СССР. Мастер спорта СССР.

## Биография
Выступал за спортивное общество «Динамо» и город Свердловск.
На чемпионате СССР 1982 года выиграл золотые медали в гонке патрулей в составе сборной общества «Динамо», а в эстафете в рамках Спартакиады народов СССР занял шестое место в составе одной из сборных РСФСР. На следующий год в составе динамовской команды стал бронзовым призёром чемпионата страны в эстафете.
В 1984 году стал двукратным чемпионом РСФСР, в спринте и эстафете в составе команды «Динамо», а в гонке на 15 км без стрельбы завоевал бронзовые медали. В 1985 году выиграл бронзовые медали Спартакиады народов РСФСР в спринте. В индивидуальной гонке на чемпионате СССР 1986 года вошёл в десятку сильнейших. В декабре 1986 года первенствовал на Кубке Урала в эстафете в составе сборной Свердловской области.
После окончания спортивной карьеры занимается судейством соревнований по биатлону, имеет первую судейскую категорию (2002).